# Ján Nálepka

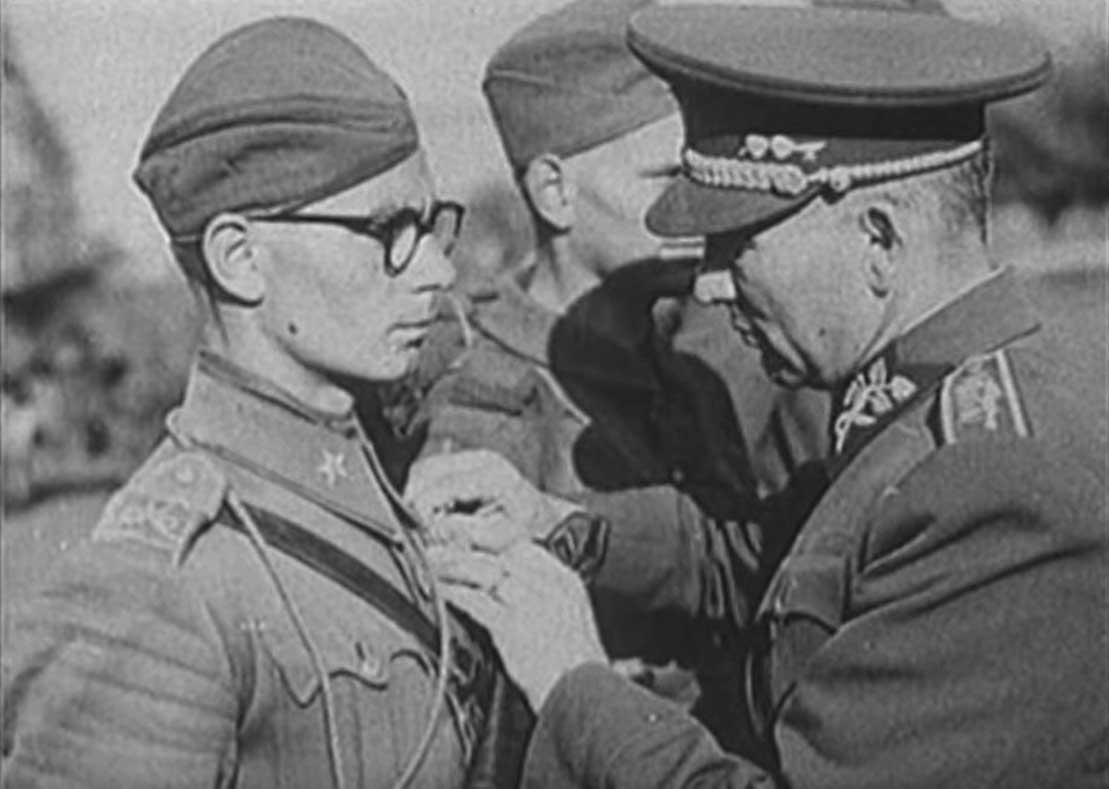
Generál Ferdinand Čatloš vyznamenává budoucího hrdinu SSSR Jána Nálepku

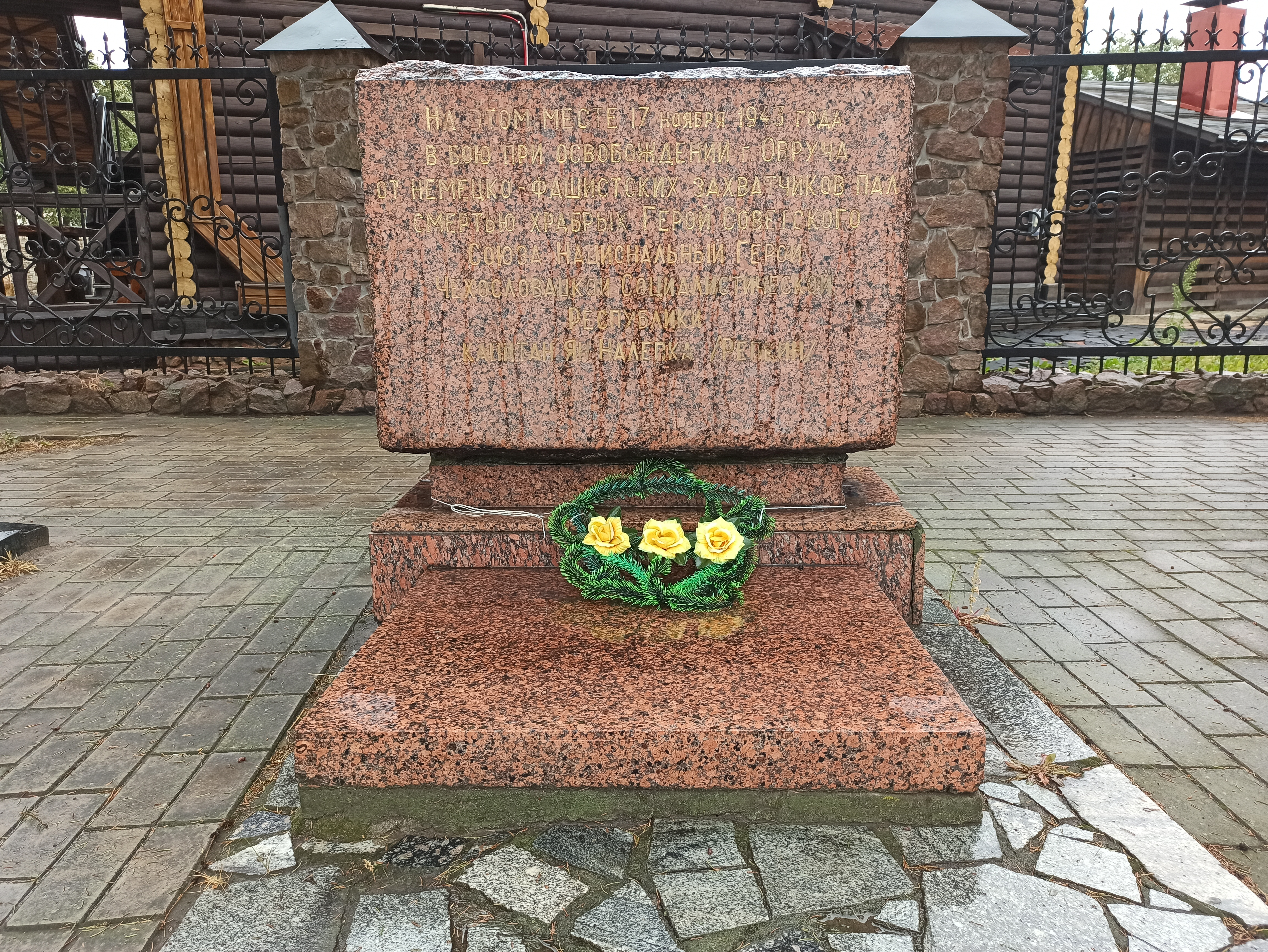
Pomník na místě, kde byl 17. listopadu 1943 Nálepka (Repkin) smrtelně raněn

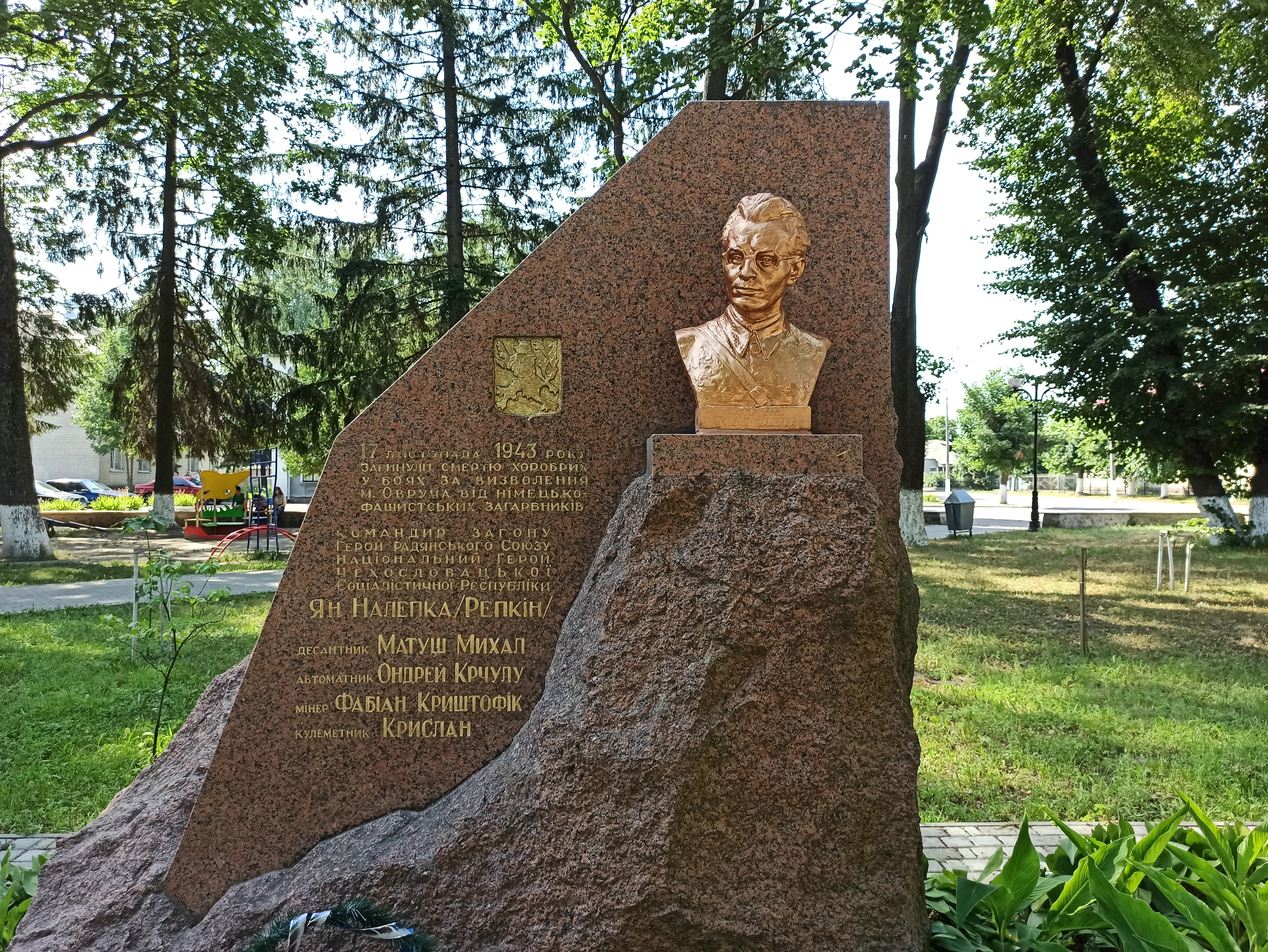
Památník v místě, kde byl zprvu pohřben Ján Nálepka a jeho druhové v boji

Kpt. Ján Nálepka, brig. gen. in memoriam, krycí jméno kpt. Repkin (20. září 1912, Smižany, Rakousko-Uhersko – 16. listopadu 1943, Ovruč, Sovětský svaz), byl československý důstojník (kapitán) a partyzánský velitel, původně učitel. Padl při bojích o město Ovruč a 7. května 2004 byl in memoriam povýšen na brigádního generála.

## Život
Pocházel z rodiny chudého slovenského domkáře Michala Nálepky. Měl nejméně dva bratry, z nichž jeden Jozef Nálepka byl československým diplomatem a v první polovině 70. let také velvyslancem ČSSR v Jugoslávii (od 16. září 1969) a otcem podnikatelky Tamary Kotvalové. Druhý bratr, také voják, byl otcem české herečky Světlany Nálepkové.
Během 2. světové války byl poslán jako důstojník armády Slovenského státu na východní frontu v rámci Zajišťovací divize, od 1942 vykonával funkci náčelníka štábu 101. pluku v Žytomyrské oblasti. Jako antifašista a stoupenec Československa začal spolupracovat se sovětskými partyzány. Dne 15. května 1943 přeběhl s dalšími dvěma důstojníky k partyzánům a stal se velitelem 1. československého partyzánského oddílu v Sovětském svazu. Dne 7. listopadu 1943 se stal členem Všesvazové komunistické strany (bolševiků). Padl při bojích o město Ovruč.

## Ocenění
Získal Medaile «Партизану Отечественной войны». Posmrtně získal titul Hrdina Sovětského svazu (2. května 1945), Řád Bílého lva I. stupně a Řád Ľudovíta Štúra II. třídy (31. srpna 1996).
7. května 2004 ho prezident Slovenska povýšil do hodnosti brigádní generál in memoriam. V roce 1972 byl o něm natočen sovětsko-československý životopisný film Zajtra bude neskoro, jehož režii měl Martin Ťapák, hlavní roli ztvárnil Milan Kňažko.
Bylo po něm pojmenováno město Nálepkovo a řada ulic na Slovensku. V Česku jsou po něm pojmenovány ulice v těchto městech:
- Benešov
- Brandýs nad Labem – Stará Boleslav
- Brno-Jundrov – od roku 1946
- Břeclav, městská část Charvátská Nová Ves. Podle této ulice je i pojmenována Základní a Mateřská škola.
- České Budějovice
- Děčín
- Fulnek
- Frýdek-Místek
- Havířov
- Havlíčkův Brod
- Hradec Králové
- Jaroměř
- Jihlava
- Karlovy Vary
- Kopřivnice
- Klatovy (nábřeží)
- Louny
- Olomouc
- Ostrava
- Otrokovice
- Pardubice
- Podbořany
- Praha
- Prostějov, místní části Vrahovice
- Svitavy
- Tábor
- Trutnov
- Třebíč
- Třinec
- Ústí nad Labem
- Vysoké Mýto

## Vyznamenání
- Medaile Za hrdinstvo[6], III. stupeň, udělena 13.09.1939 (Slovenský štát)
- Medaile Za hrdinstvo, II. stupeň, udělena 14.03.1940 (Slovenský štát)
- Medaile Za hrdinstvo, III. stupeň, udělena podruhé 14.03.1940 (Slovenský štát)
- Medaile Partyzánu Vlastenecké války[7], I. stupeň, udělena 08.07.1943 (SSSR)
- Hrdina Sovětského svazu, Zlatá hvězda, 1945 in memoriam (SSSR)
- Leninův řád, in memoriam 2.5.1945, (SSSR)
- Československý válečný kříž 1939, udělen 02.03.1946 in memoriam
- Československá medaile Za chrabrost před nepřítelem, udělena 02.03.1946 in memoriam
- Řád Ľudovíta Štúra, II. třída, udělen 31.08.1996 in memoriam (Slovensko)
- Pamětní medaile Za obranu Slovenska v březnu 1939[8], (Slovenský štát)
- Řád bratrství a jednoty[9], II. třída (se stříbrným věncem), (Jugoslávie)
- Pamětní medaile československé armády v zahraničí
- Odznak Československého partyzána[10]
- Pamětní medaile svazu českoskoslovenského důstojnictva
- Řád Slovenského národního povstání. I. třída
- Československý vojenský řád Bílého lva „Za vítězství“, hvězda I. stupně